# Gord Lane
Gordon Thomas Lawrence „Gord“ Lane (* 31. März 1953 in Brandon, Manitoba) ist ein ehemaliger kanadischer Eishockeyspieler, -trainer und -scout, der im Verlauf seiner aktiven Karriere zwischen 1970 und 1987 unter anderem 614 Spiele für die Washington Capitals und New York Islanders in der National Hockey League auf der Position des Verteidigers bestritten hat. In Diensten der New York Islanders gewann Lane, der den Spielertyp des Enforcers verkörperte, zu Beginn der 1980er-Jahre viermal in Folge den Stanley Cup.

## Karriere
Lane verbrachte seine Juniorenzeit zwischen 1970 und 1973 in der Western Canada Hockey League. Dort ging er in den ersten beiden Spieljahren zunächst für die Brandon Wheat Kings aus seiner Geburtsstadt aufs Eis, ehe der Verteidiger zu den New Westminster Bruins transferiert wurde. Bei den Bruins absolvierte er die Saison 1972/73. Im Anschluss daran wurde Lane im NHL Amateur Draft 1973 in der neunten Runde an 173. Stelle von den Pittsburgh Penguins aus der National Hockey League ausgewählt.
Der Defensivspieler wechselte nach dem Draft im Sommer 1973 in den Profibereich, allerdings unbeachtet seitens der Penguins. Er absolvierte seine erste Profisaison bei den Fort Wayne Komets in der International Hockey League, gefolgt von zwei erfolgreichen Jahren mit den Dayton Gems in derselben Liga. Mit dem Team gewann er in der Spielzeit 1975/76, in der er in der NHL für die Washington Capitals debütierte, den Turner Cup. Vor der Saison 1976/77 wurde Lane schließlich als Free Agent vom Hauptstadtklub aus Washington fest unter Vertrag genommen. Er eroberte auf Anhieb einen Stammplatz im Kader des Franchises und spielte die folgenden drei Jahre für die Capitals. Im Dezember 1979 wurde der Abwehrspieler, der mit dem Management in einem Vertragsdisput stand und mit einem vorzeitigen Karriereende gedroht hatte, im Tausch für Mike Kaszycki zu den New York Islanders transferiert.
In Diensten der Islanders folgten die erfolgreichsten sechs Jahre in Lanes Karriere. Zwischen 1980 und 1983 gewann der Enforcer viermal in Folge den Stanley Cup mit den New York Islanders, die von Mike Bossy und Bryan Trottier angeführt und von Al Arbour trainiert wurden. Ein fünfter Titel wurde der Mannschaft durch die Niederlage in den Finalspielen der Stanley-Cup-Playoffs 1984, die Lane aufgrund einer erlittenen Verletzung verpasste, durch die Edmonton Oilers um Wayne Gretzky vereitelt. Lane wurde im Nachhinein als wichtigster Defensivspieler der Islanders-Dominanz zu Beginn der 1980er-Jahre angesehen. Er war einer von 17 Spielern, die alle vier Titelgewinne der Islanders miterlebten.
Am Ende der Saison 1984/85 zog sich der 32-jährige Verteidiger nach insgesamt 614 NHL-Einsätzen und 1442 gesammelten Strafminuten zunächst als Aktiver aus dem Profigeschäft zurück. Er betreute für ein Jahr die Brandon Wheat Kings in der Western Hockey League als Cheftrainer, ehe für die Saison 1986/87 als spielender Assistenztrainer zu den Springfield Indians in die American Hockey League wechselte. Im folgenden Jahr stand er – nach seinem endgültigen Karriereende als Spieler – hauptverantwortlich hinter der Bande des Teams. Nach der Spielzeit 1987/88 endete sein Engagement dort. In der Folge arbeitete er zwischen 1990 und 1993 als Scout bei seinem Ex-Klub New York Islanders.

## Erfolge und Auszeichnungen
| - 1976 Turner-Cup-Gewinn mit den Dayton Gems - 1980 Stanley-Cup-Gewinn mit den New York Islanders - 1981 Stanley-Cup-Gewinn mit den New York Islanders | - 1982 Stanley-Cup-Gewinn mit den New York Islanders - 1983 Stanley-Cup-Gewinn mit den New York Islanders |

## Karrierestatistik
(Legende zur Spielerstatistik: Sp oder GP = absolvierte Spiele; T oder G = erzielte Tore; V oder A = erzielte Assists; Pkt oder Pts = erzielte Scorerpunkte; SM oder PIM = erhaltene Strafminuten; +/− = Plus/Minus-Bilanz; PP = erzielte Überzahltore; SH = erzielte Unterzahltore; GW = erzielte Siegtore; 1 Play-downs/Relegation; Kursiv: Statistik nicht vollständig)